# Віктор Пужол
Віктор Пужол (ісп. Víctor Pujol, 4 жовтня 1967) — іспанський хокеїст на траві.
Срібний призер Олімпійських Ігор 1996 року.
Срібний призер Чемпіонату світу 1998 року.
Бронзовий призер Трофею чемпіонів 1997 року.